# Citepok
Citepok is een bestuurslaag in het regentschap Sumedang van de provincie West-Java, Indonesië. Citepok telt 1428 inwoners (volkstelling 2010).